# Tascina
Tascina är ett släkte av fjärilar. Tascina ingår i familjen Castniidae.
Kladogram enligt Catalogue of Life:
| Tascina | \| \| Tascina metallica \| \| \| \| \| \| Tascina orientalis \| \| \| \| |
|         | \| \| Tascina metallica \| \| \| \| \| \| Tascina orientalis \| \| \| \| |
|         | Tascina metallica                                                        |
|         |                                                                          |
|         | Tascina orientalis                                                       |
|         |                                                                          |

## Bildgalleri

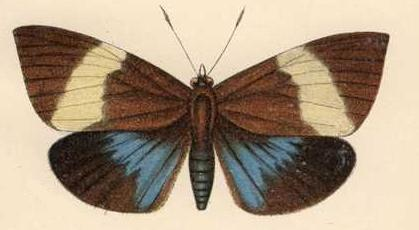